# Gare de Bodri
La gare de Bodri est une gare ferroviaire française de la ligne de Ponte-Leccia à Calvi (voie unique à écartement métrique), située sur le territoire de la commune de Corbara, en limite du camping de Bodri jouxtant la plage de Botre, dans le département de la Haute-Corse et la Collectivité territoriale de Corse (CTC).
C'est une halte voyageurs des Chemins de fer de la Corse (CFC) desservie par des trains « grande ligne » et « périurbain ». Arrêt facultatif (AF), il faut signaler sa présence au conducteur pour qu'il y ait un arrêt du train.

## Situation ferroviaire
Établie à 11 mètres d'altitude, la gare de Bodri est située au point kilométrique (PK) 100,7 de la ligne de Ponte-Leccia à Calvi (voie unique à écartement métrique), entre les gares de L'Île-Rousse et de Marine de Davia.
Elle dispose d'un quai court.

## Service des voyageurs

### Accueil
Halte CFC, c'est un point d'arrêt non géré (PANG) à accès libre. Arrêt facultatif  (AF) : le train ne s'arrête que si la demande a été faite au conducteur.

### Desserte
Bodri est desservie, éventuellement (AF), par des trains CFC « grande ligne » de la relation : Bastia, ou Ponte-Leccia, - Calvi. C'est également un arrêt facultatif de la « desserte suburbaine de Balagne » desservie par des trains CFC de la relation Calvi - Île-Rousse. Les horaires sont fluctuants en fonction de la saison (juillet-Août) et du hors saison (le reste de l'année).

### Intermodalité
Son accès est piétonnier depuis le parking, payant, aménagé pour se rendre sur la plage de Botre ou au camping de Bodri. Entre la voie ferrée et la mer, se situent les parcelles protégées du site naturel de Percepina (12 ha), appartenant au Conservatoire du littoral.